# Malick Sidibé
Pour les articles homonymes, voir Sidibé.
Malick Sidibé, est un photographe portraitiste malien né en 1936 à Soloba, cercle de Yanfolila, et mort le 14 avril 2016 à Bamako au Mali.
Il est, avec Omar Victor Diop, Seydou Keita, Samuel Fosso et Maurice Pellosh un acteur majeur de la photographie africaine contemporaine.

## Biographie

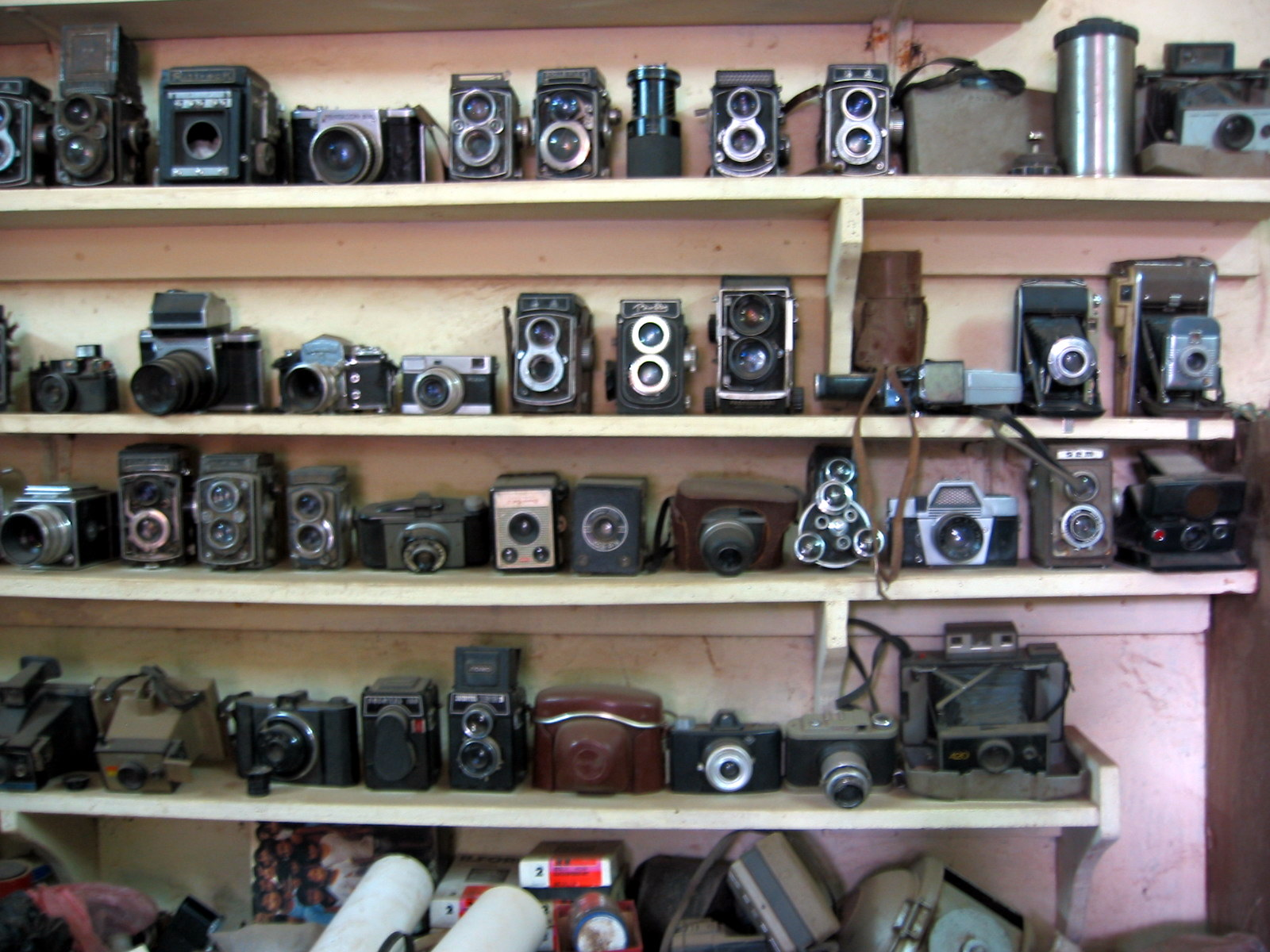
La collection d'appareils photographiques de Malick Sidibé dans son studio de Bamako.

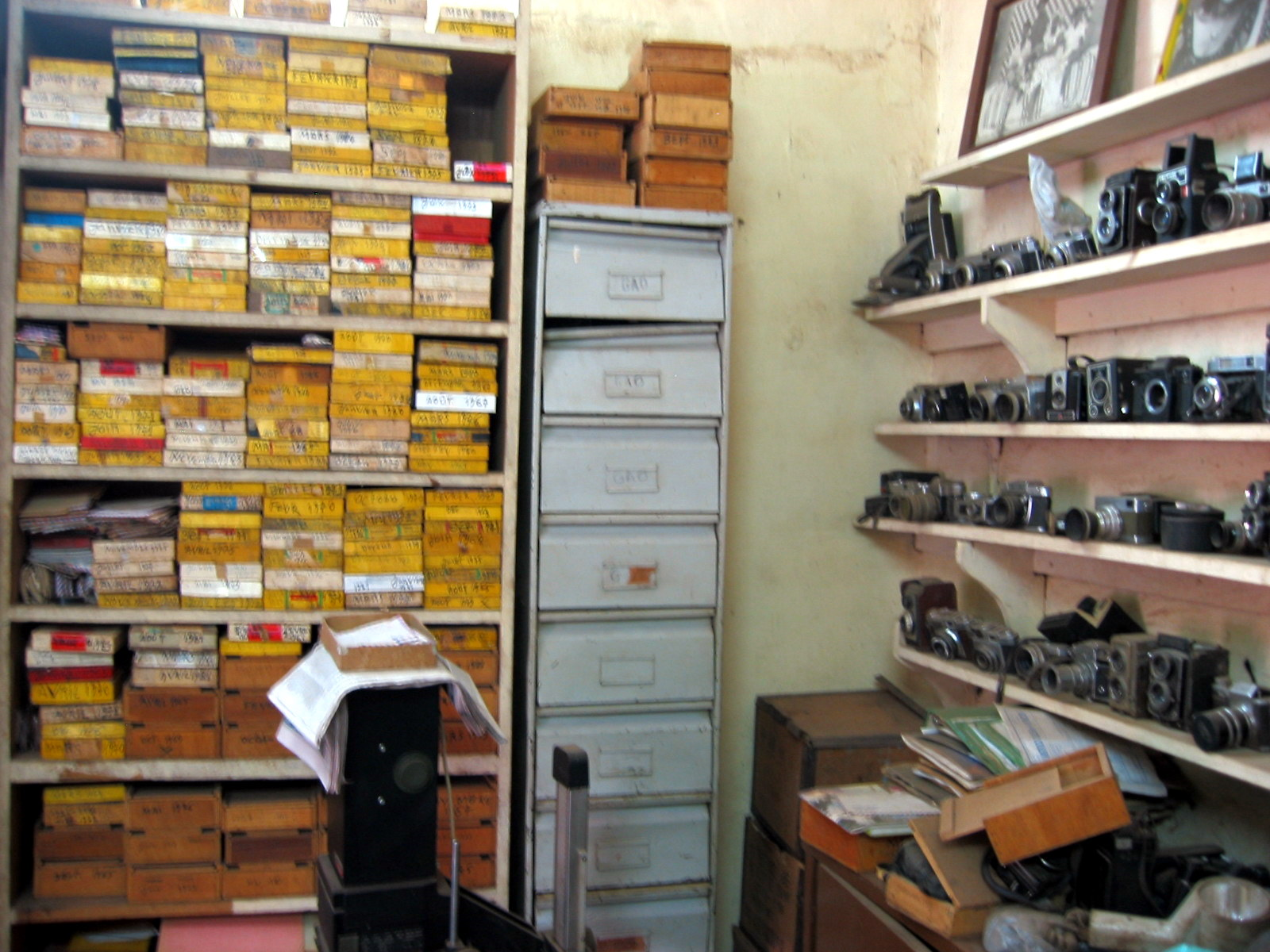
Les boîtes dans lesquelles Malick Sidibé rangeait et classait l'ensemble de ses négatifs.

Malick Sidibé est né à Soloba dans une famille peule de paysans ; il est d'abord berger, bouvier et cultivateur. Il fait des études de dessin et de bijoutier à l’école des artisans soudanais (devenu Institut national des arts de Bamako) à Bamako.
En 1955, il entre au studio « Photo service » de Gérard Guillat-Guignard avec qui il apprend la photographie.
Il ouvre son premier studio à Bamako en 1958, puis s’installe en 1962 dans le quartier populaire de Bagadadji, où il va rester jusqu'à sa mort.
Surnommé « l'œil de Bamako », il se spécialise d’abord dans la photographie de mariage et de reportage, notamment dans les soirées dansantes de la capitale malienne.
« Dans l’ambiance joyeuse du pays qui vient tout juste d’accéder à l’indépendance, Malick Sidibé, jeune photographe, circule à bicyclette de mariages en surprises-parties. C’est le temps des yéyés, du twist, des 45 tours et ses images respirent l’insouciance. »
Dans les années 1970, il se tourne davantage vers les portraits pleins de malice réalisés en studio.
« Les photographies de Malick Sidibé sont très populaires parce qu’elles évoquent la nostalgie d’un pays sortant du colonialisme, plein d’espoir. Mais aussi parce qu’elles dépassent cette dimension historique, pour devenir des moments de poésie pure ».
Les premières Rencontres africaines de la photographie à Bamako en 1994 permettent à Malick Sidibé d’accroître sa réputation. Il expose alors dans des galeries en Europe, comme la Fondation Cartier à Paris, aux États-Unis et au Japon.
Mais « c’est un homme d’honneur, un sage qui a su rester simple. Son succès ne l’a pas grisé. Il continue à développer lui-même les pellicules, à prendre des photos d’identité et à donner une seconde vie aux appareils fatigués, à les réparer. Il les collectionne, les bichonne »»
En 2014, Adelina von Fürstenberg, directrice d'Art for the World le met à l'honneur dans une exposition : Ici l'Afrique, au Château de Penthes de Genève,
Il meurt le 14 avril 2016 à Bamako, des suites d'un cancer,.
Un an après son décès, la Fondation Cartier pour l'art contemporain lui rend hommage à travers Mali Twist, une exposition rétrospective de ses plus belles photographies organisée à la fondation à Paris du 20 octobre 2017 au 25 février 2018 ,,.

## Expositions

### Expositions collectives
- 2014 : Le corps masculin, avec des photographies de Andy Warhol, Herb Ritts, George Platt Lynes, Arno Rafael Minkkinen, Arthur Tress, Raymond Voinquel, Lucien Clergue, Jan Saudek, Malick Sidibé, Joel-Peter Witkin, le baron Wilhelm von Gloeden, etc ... dans le cadre du Mois de la photo 2014, du 1er novembre au 13 décembre 2014, Galerie David Guiraud, Paris
- 2014 : Premier comité pour la photographie - Accrochage des nouvelles acquisitions dans les collections : Éric Poitevin, Walid Raad, Malick Sidibé, Rémy Duval, Musée d'art moderne de la ville de Paris, novembre 2014 - avril 2015[14].
- 2017 : « Afrique humaniste », avec Léon Herschtritt, Seydou Keita, J. D. 'Okhai Ojeikere, galerie Bernard Dulon, Paris[15]

## Récompenses et distinctions
En 2003, Malick Sidibé reçoit le prix international de la Fondation Hasselblad. Il est le premier Africain à recevoir ce prix.
Le 10 juin 2007 , il reçoit un Lion d'or d'honneur pour l'ensemble de sa carrière à l'occasion de la 52e Biennale d'art contemporain de Venise.
Le 23 juin 2009, il remporte le prix PhotoEspaña Baume & Mercier 2009 pour son travail de portraitiste et, la même année, le World Press Photo dans la catégorie Arts and Entertainment.
Les Rencontres d'Arles de 2016 le mettent à l'honneur dans « Swinging Bamako », exposition de la séquence « Africa Pop ».

### Filmographie
- Malick Sidibé, le partage, film de Paul Glaser, P.O.M. Films, Montreuil, Paris ; ADAV distrib., 2013, 52 min (DVD + brochure, 31 p.)